# 가락 나들목
가락 나들목(Garak IC)은 부산광역시 강서구 봉림동에 위치한 남해고속도로제2지선의 3번 교차로이다. 부산방향 진출 및 김해방향 진입 시 이용 차량은 서부산 요금소의 가장 맨 끝 차선을 이용한다. 명칭은 부산광역시 강서구의 행정동인 가락동에서 따온 것이다.

## 연혁
- 1982년 12월 3일 : 나들목 신설 개통[1]
- 1998년 3월 10일 : 1999년 12월까지 나들목 요금소 설치 공사로 인해 부산광역시 강서구 봉림동 640m 구간 도로구역 변경[2]
- 2008년 7월 16일 : 냉정 ~ 부산 구간 확장 공사로 부산광역시 도시계획시설 교통광장에 강서구 봉림동 일대를 가락 나들목으로 고시[3]
- 2014년 10월 1일 : 서부산 요금소 이전으로 인해 교차로 형태를 이중 트럼펫형으로 변경 및 요금소를 폐쇄식에서 개방식으로 변경

## 구조물 정보
- 위치: 부산광역시 강서구 봉림동
- 영업소: 부산광역시 강서구 남해2지선고속도로 13 (봉림동)

## 접속하는 도로
- 가락대로 (국가지원지방도 제69호선, 부산광역시도 제77호선)
- 간접 연결 : 국가지원지방도 제58호선 (가락대로, 세산 교차로 이용)

## 요금 논란
2014년 10월 1일부터 서부산 요금소가 가락 나들목 서편으로 이전하게 되어 요금 수납 방식이 폐쇄식에서 개방식으로 변경되었고, 이 중 김해방향 진입만 여전히 통행권 발부 업무를 하고 있다. 또한 이에 따른 부산 방면 통행료도 1,100원에서 1,000원으로 인하되었으며 5종을 제외한 나머지 차종별 요금이 단일화되었다. 하지만 부산광역시에서는 이 나들목에 대한 무료화를 주장하고 있다.

## 교통량 정보
| 요금소         | 통행량 (대/일) | 통행량 (대/일) | 통행량 (대/일) | 통행량 (대/일) | 통행량 (대/일) | 통행량 (대/일) | 통행량 (대/일) | 통행량 (대/일) | 통행량 (대/일) | 통행량 (대/일) | 각주  |
| 요금소         | 2001년         | 2002년         | 2003년         | 2004년         | 2005년         | 2006년         | 2007년         | 2008년         | 2009년         | 2010년         | 각주  |
| -------------- | -------------- | -------------- | -------------- | -------------- | -------------- | -------------- | -------------- | -------------- | -------------- | -------------- | ----- |
| 가락 (폐쇄식)  | 9,039          | 8,373          | 8,260          | 8,053          | 8,726          | 9,766          | 11,292         | 12,277         | 13,503         | 15,556         | [ 6 ] |
| 가락 (개방식)  | 미개통         | 미개통         | 미개통         | 미개통         | 미개통         | 미개통         | 미개통         | 미개통         | 미개통         | 미개통         | [ 6 ] |
| 요금소         | 2011년         | 2012년         | 2013년         | 2014년         | 2015년         | 2016년         | 2017년         | 2018년         | 2019년         |                | [ 6 ] |
| 가락 (폐쇄식)  | 17,854         | 18,080         | 19,203         | 18,348         | 폐쇄           | 폐쇄           | 폐쇄           | 폐쇄           | 폐쇄           |                | [ 6 ] |
| 가락 (개방식)  | 미개통         | 미개통         | 미개통         | 27,911         | 31,403         | 33,452         | 35,164         | 35,145         | 35,363         |                | [ 6 ] |
| 가락2 (폐쇄식) | 미개통         | 미개통         | 미개통         | 4,782          | 5,028          | 4,827          | 2,685          | 1,710          | 1,543          |                | [ 6 ] |